# Дивриги
Дивриги (на турски: Divriği, произношение на турски Диврии) е град в Турция, провинция Сивас. Разполага се около река Джалтъсую, приток на Ефрат.
Градът е известен още от късната античност и през византийския период на Мала Азия се споменава като арменската Тефрике (Tephrike). Той е столица на павликянската държава до 871 г., след което е завладян от Византия.
В началото на единадесети век градът е част от територията, дадена от Византия на арменския цар Сенекерим-Ованес в замяна на владението му в Област Васпуракан.
След битката при Манцикерт градът и областта попадат в очертанията на бейлика Менгюджек. Един от емирите на бейлика започва строителството на Голямата Джамия с Болница на Дивриги (турски език: Divriği Ulu Cami ve Darüşşifa)(1228 – 1229 г.), днес обявена за част от световното културно наследство на ЮНЕСКО. Обектът е известен с характерната си ислямска архитектура и изящна украса с флорални и геометрични мотиви.
При избухването на Балканската война в 1912 година 6 души от Дивриги са доброволци в Македоно-одринското опълчение.